# Castelo Rodrigo
Castelo Rodrigo is een plaats (freguesia) in de Portugese gemeente Figueira de Castelo Rodrigo en telt 469 inwoners (2001).

## Galerij

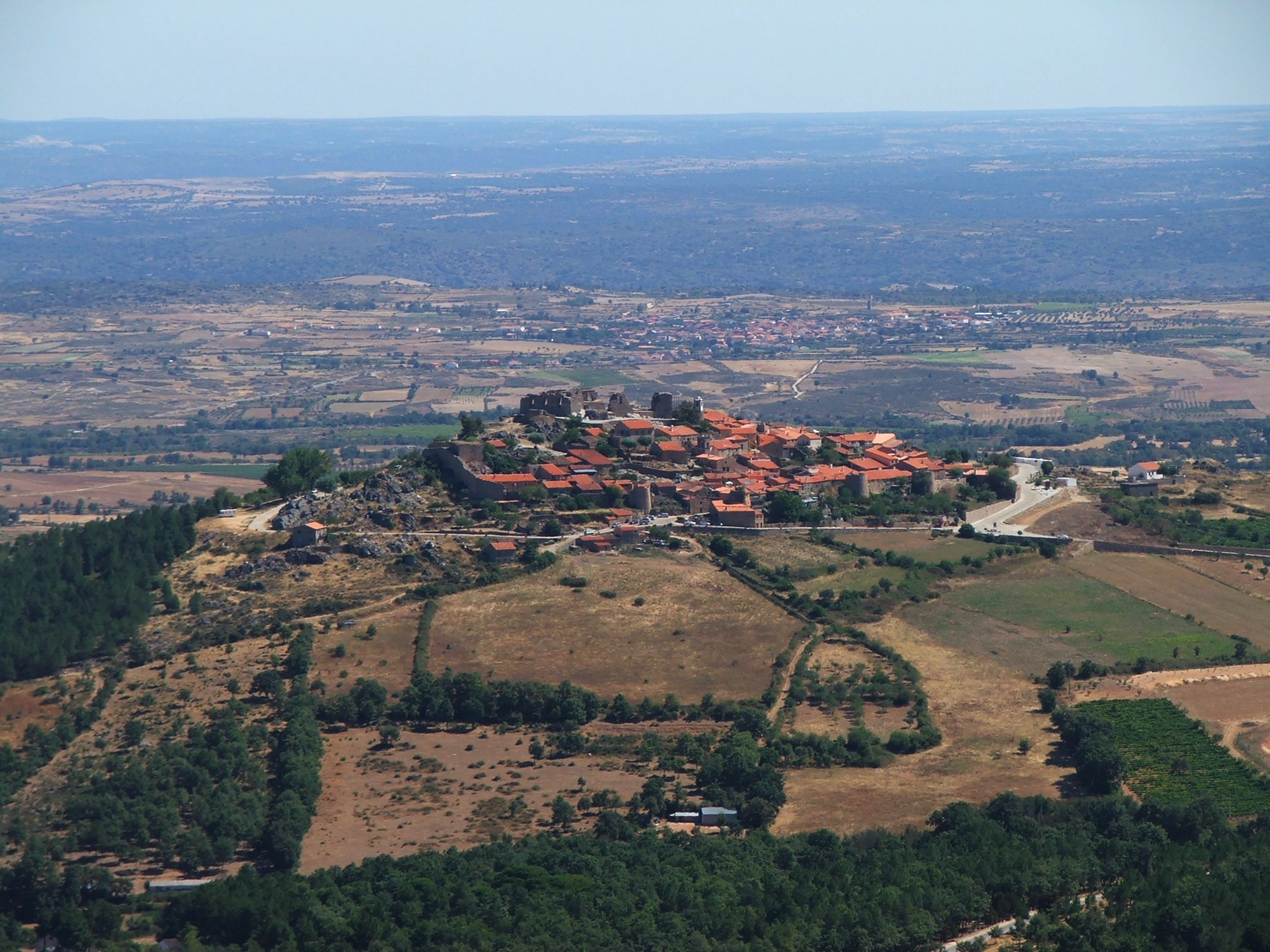
Uitzicht
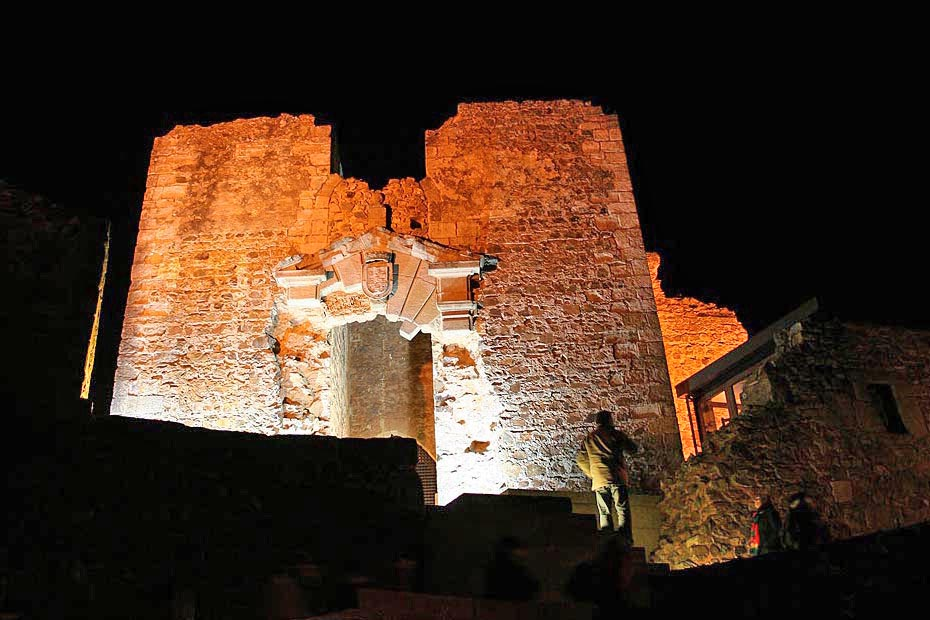
Kasteel in Castelo Rodrigo
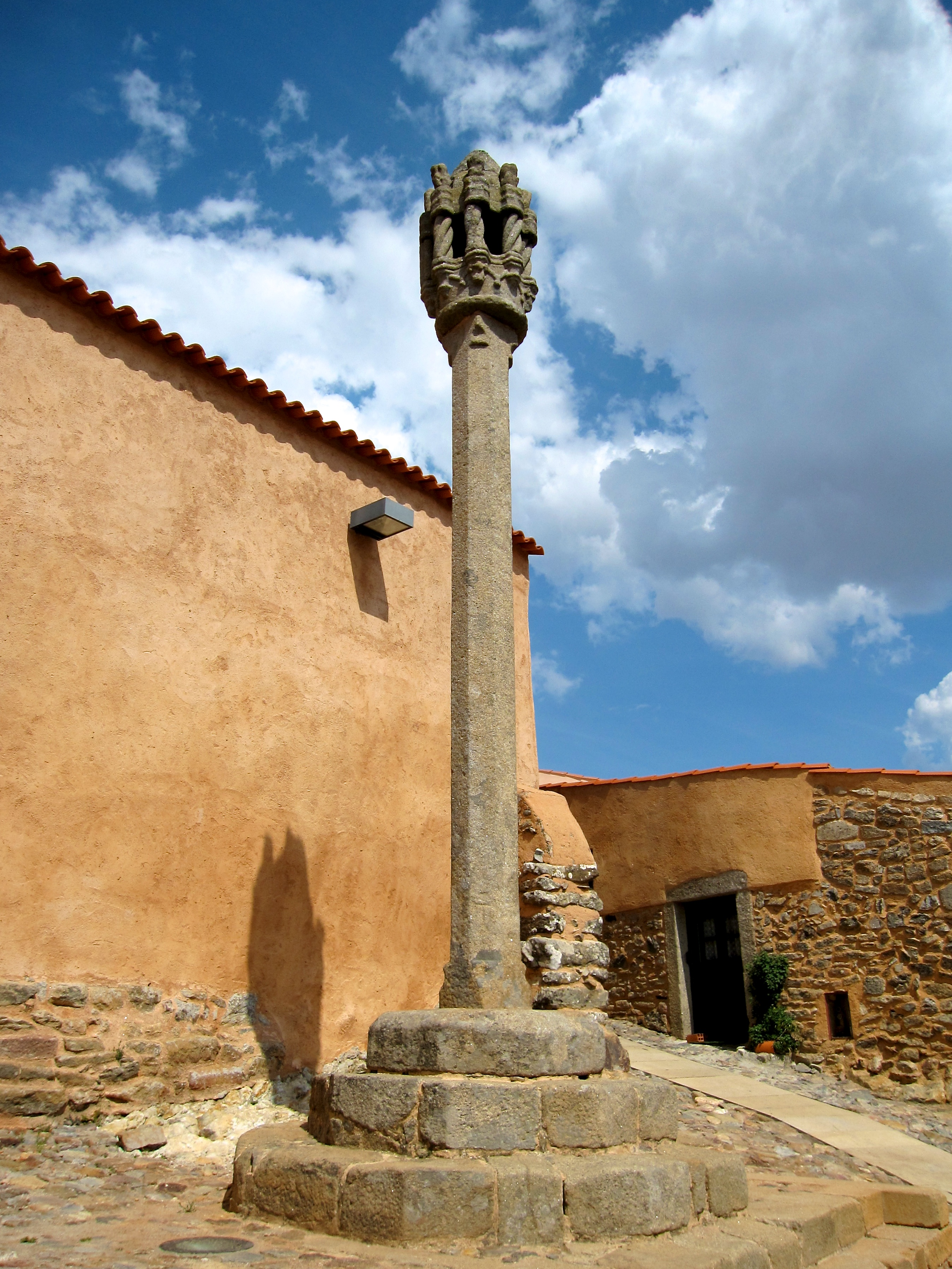
Zuil in Castelo Rodrigo